# Marzo

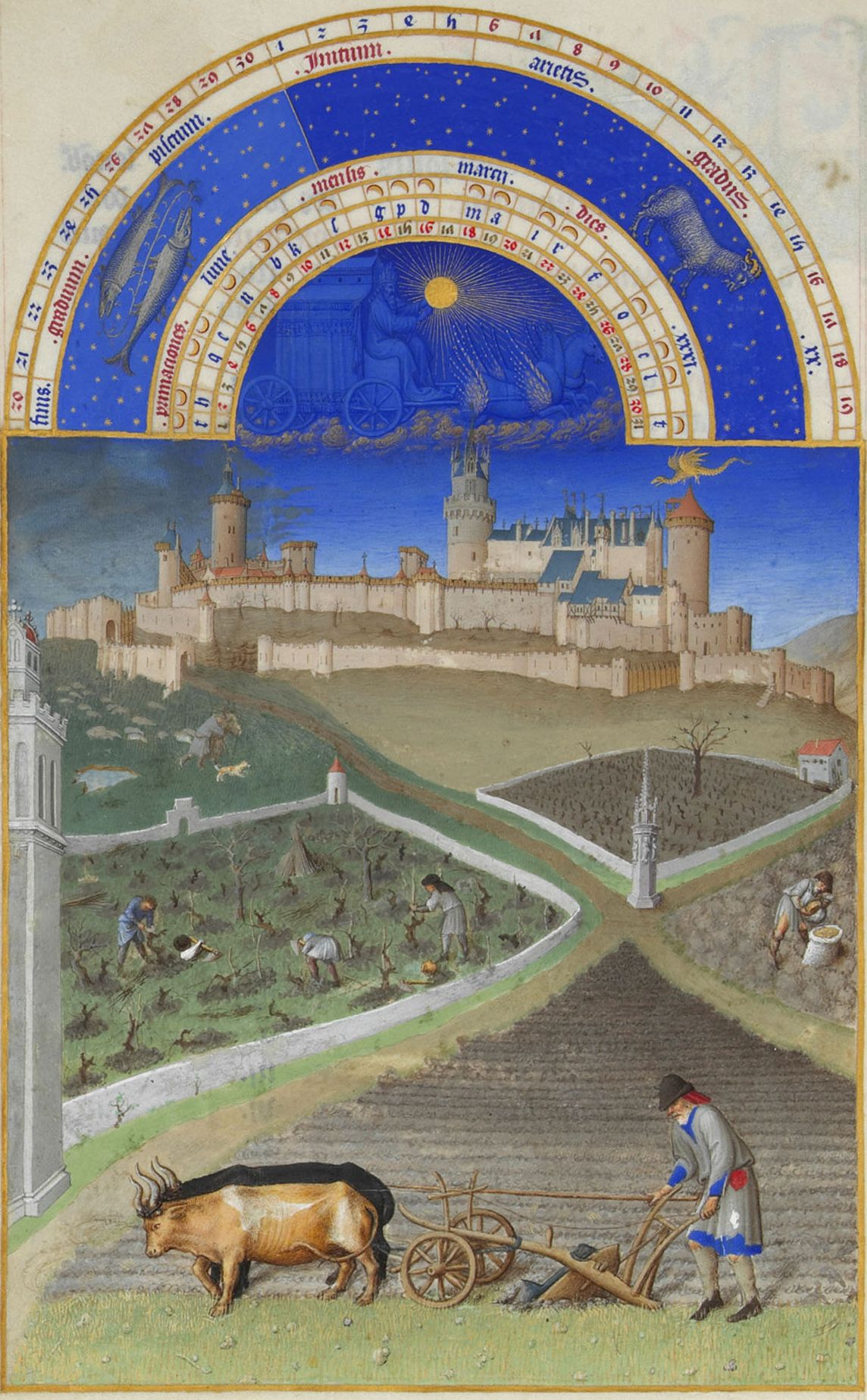
Marzo en Las muy ricas horas del duque de Berry, principios del

En el calendario gregoriano, marzo  es el tercer mes del año y tiene 31 días. Su nombre deriva del latín Martius, que era el primer mes del calendario romano. Martius a su vez se deriva de Mars, el nombre en latín de Marte, dios romano de la guerra.
Durante marzo ocurre, alrededor de los días 20 o 21 (dependiendo el año), uno de los dos equinoccios del año. Este es el equinoccio de primavera en el hemisferio septentrional y el equinoccio de otoño para el hemisferio meridional.
Para la Iglesia católica, este mes está dedicado a San José de Nazaret.

## Historia

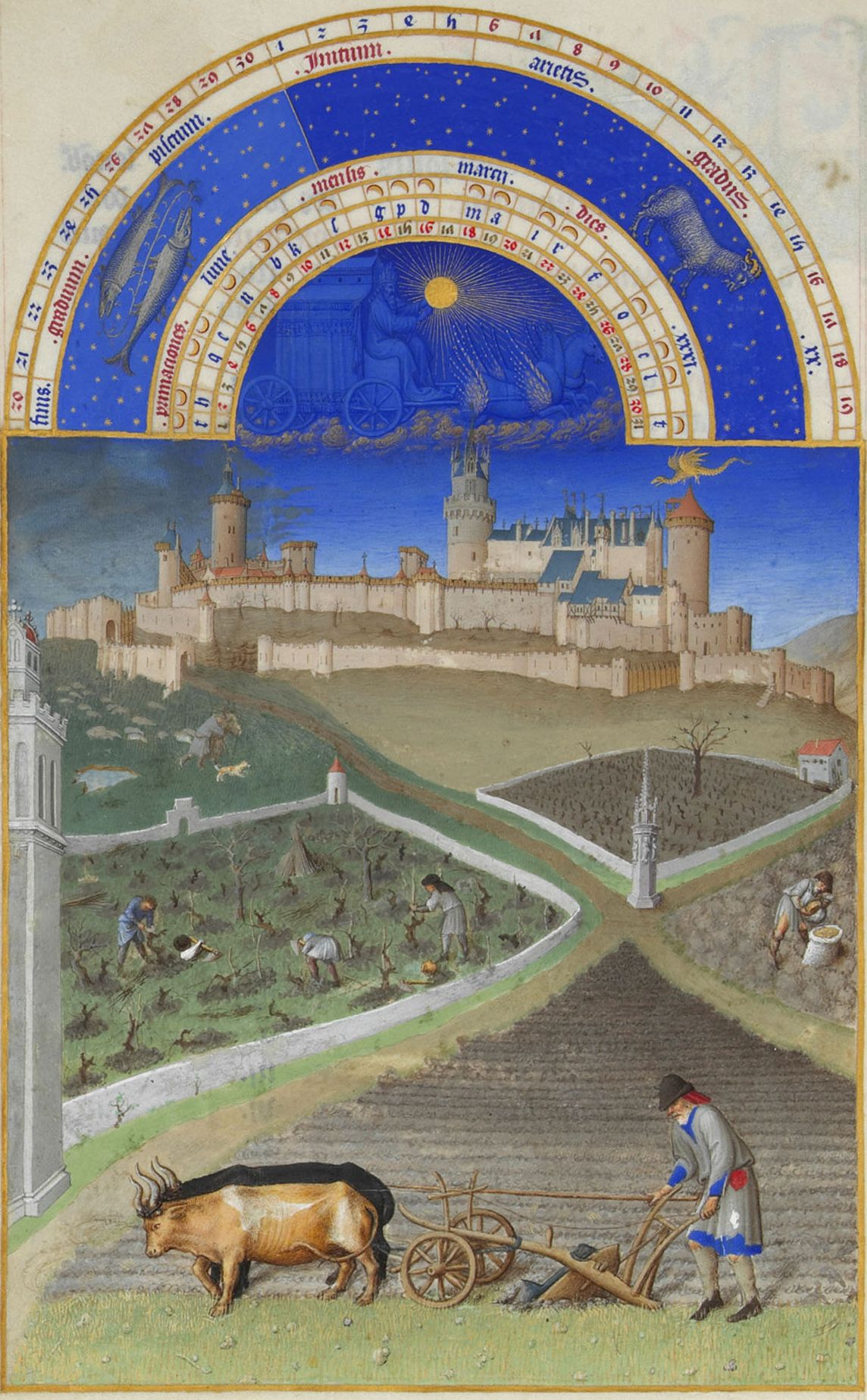
Marzo, de las Très Riches Heures du Duc de Berry'], un libro de oraciones para rezar en horas canónicas

El nombre de marzo procede de Martius, el primer mes del más antiguo calendario romano. Debe su nombre a Marte, Dios romano de la guerra, y antepasado del pueblo romano a través de sus hijos Rómulo y Remo. Su mes Martius era el comienzo de la estación de la guerra, y los festivales romanos que se celebraban en su honor durante el mes eran imitados por otros en octubre, cuando la temporada de estas actividades llegaba a su fin. Martius seguía siendo el primer mes del año civil romano quizás hasta el 153 a. C., y varias observancias religiosas de la primera mitad del mes eran originalmente celebraciones de año nuevo.  Incluso en la antigüedad tardía, los mosaicos romanos que representan los meses a veces seguían colocando marzo en primer lugar.
El 1 de marzo iniciaba el año numerado en Rusia hasta finales del siglo XV. Gran Bretaña y sus colonias siguieron utilizando el 25 de marzo hasta 1752, cuando finalmente adoptaron el calendario gregoriano (el año fiscal en el Reino Unido sigue comenzando el 6 de abril, inicialmente idéntico al 25 de marzo del antiguo calendario juliano). Muchas otras culturas, por ejemplo en Irán o Etiopía, siguen celebrando el comienzo del Año Nuevo en marzo.
Marzo es el primer mes de la primavera en el hemisferio norte (América del Norte, Europa, Asia y parte de África) y el primer mes del otoño en el hemisferio sur (América del Sur, parte de África y Oceanía).
Entre las antiguas festividades romanas celebradas en marzo se incluyen Agonium Martiale, celebrada el 1 de marzo, el 14 de marzo y el 17 de marzo, Matronalia, celebrada el 1 de marzo, Junonalia, celebrada el 7 de marzo, Equirria, celebrada el 14 de marzo, Mamuralia, celebrada el 14 o el 15 de marzo, Hilaria el 15 de marzo y después hasta el 22-28 de marzo, Argei, celebrada el 16-17 de marzo, Liberalia y Bacchanalia, celebradas el 17 de marzo, Quinquatria, celebrada del 19 al 23 de marzo, y Tubilustrium, celebrada el 23 de marzo. Estas fechas no se corresponden con el moderno calendario gregoriano.

## Otros nombres
En finés, el mes se denomina maaliskuu, que se cree que tiene su origen en maallinen kuu. Este último significa mes terroso y puede referirse a la primera aparición de tierra bajo la nieve del invierno. En ucraniano, el mes se llama березень/berezenʹ, que significa abedul, y březen en checo.  Entre los nombres históricos del mes de marzo se incluye el de sajón Lentmonat, llamado así por el equinoccio de marzo y el alargamiento gradual de los días, y que dio nombre a la Cuaresma. Los sajones también llamaban a marzo Rhed-monat o Hreth-monath (derivado de su diosa Rhedam/Hreth), y los anglos lo llamaban Hyld-monath.
En esloveno, el nombre tradicional es sušec, que significa el mes en que la tierra se seca lo suficiente como para que sea posible cultivarla. El nombre se escribió por primera vez en 1466 en el manuscrito Škofja Loka. También se utilizaron otros nombres, por ejemplo brezen y breznik, "el mes de los abedules". La palabra Mart en turco viene del nombre del dios Marte.

## Símbolos

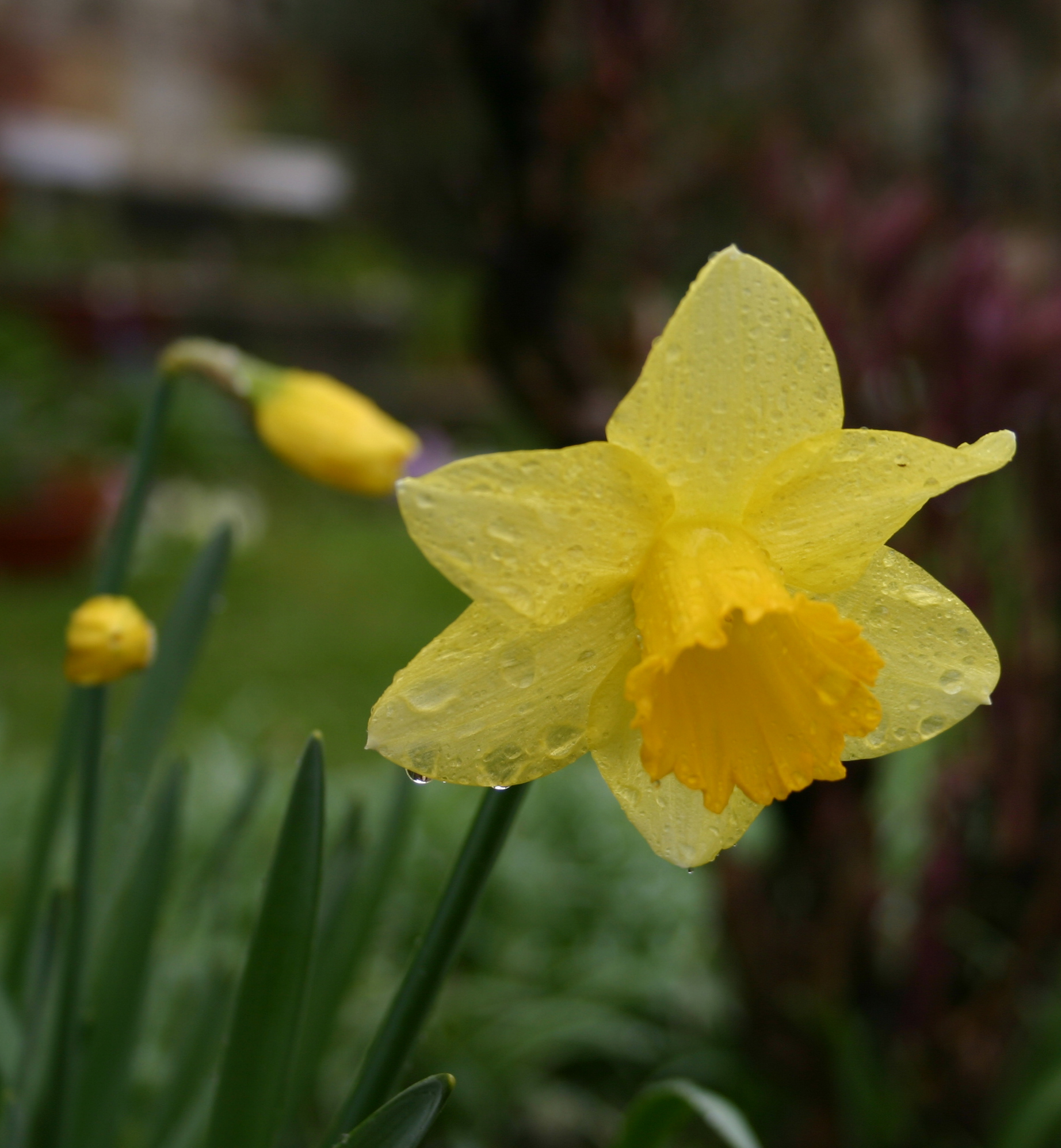
El Narciso, emblema floral de marzo

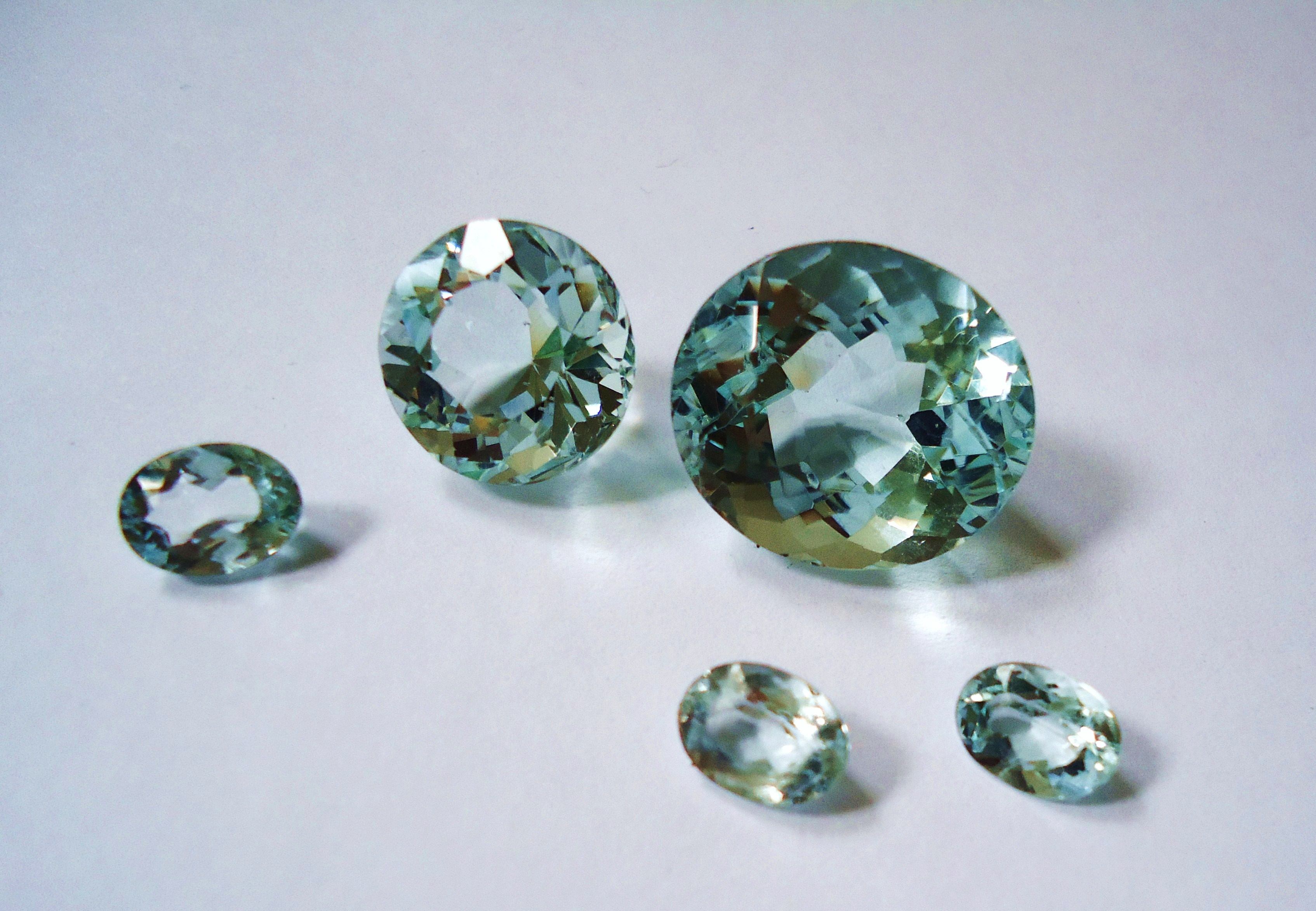
Gemas aguamarina.

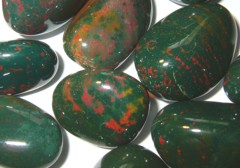
Heliotropo llamado piedras de sangre en inglés (bloodstones) por las inclusiones rojas.

Las piedras de nacimiento de marzo son Aguamarina y piedra de sangre.  Estas piedras simbolizan el coraje. Su flor de nacimiento es el Narcissus. Los signos zodiacales son Piscis hasta aproximadamente el 20 de marzo y Aries desde aproximadamente el 21 de marzo en adelante.

## Acontecimientos en marzo
- En este mes se inicia el año escolar en los países del hemisferio sur.[13]
- El 1 de marzo en Paraguay se conmemora el Día de los Héroes, en honor al mariscal Francisco Solano López.[14]
- El 1 de marzo: Día de la independencia de Bosnia y Herzegovina.
- El 1 de marzo de 1885 se inicia la rebelión indígena en Huaraz liderada por Pedro Pablo Atusparia.[15]
- El 1 de marzo se celebra el Día de las Islas Baleares (España).[16]
- El 2 de marzo se celebra el día de la Policía Nacional de la República Dominicana, la cual fue fundada ese día de 1936.[17]
- El 2 de marzo: Día de la independencia de Marruecos.
- El 3 de marzo:
  - Se celebra el Día Mundial de la Vida Silvestre
  - se celebra el Día Africano del Medio Ambiente y Día de Wangari Maathai[18]
  - se celebra en Japón el Festival de las Muñecas.[19]
- el 6 de marzo: Día de la independencia de Ghana.
- El 8 de marzo es el Día Internacional de la Mujer.[20]
- El 10 de marzo de 2020, el gobierno boliviano de la presidenta Jeanine Añez confirma sus 2 primeros casos de COVID-19, en los departamentos de Oruro y Santa Cruz.
- El 10 de marzo, es la fecha más tardía en la que puede ocurrir el miércoles de ceniza, siendo el próximo, el año de 2038.
- El 11 de marzo de 2020, la Organización Mundial de Salud (OMS) declaró oficialmente el SARS-CoV-2 como pandemia global.[21]
- El 11 de marzo de 1988, es la fecha del cumpleaños de Canserbero
- El 11 de marzo: Día de la segunda Independencia (Unión Soviética) de Lituania.
- El 12 de marzo: Día de la independencia de Mauricio.
- El 15 de marzo:
  - en el 44 a. C. muere el militar y político romano Cayo Julio César
  - se conmemora el Día Internacional del reconocimiento del Covid persistente
- El 17 de marzo se celebra San Patricio, patrón de Irlanda.[22]
- El 17 de marzo: Día de la unificación Italiana.
- El 18 de marzo se celebra en México el Día de la expropiación petrolera, al decretar el presidente Lázaro Cárdenas la nacionalización del petróleo.[23]
- El 19 de marzo, en España es el Día del Padre en honor al Día de San José.[24]
- El 20 de marzo es el Día Internacional de la Felicidad declarado por la ONU.
- El 20 de marzo: Día de la independencia de Túnez.
- El 20 o 21 de marzo es, en el hemisferio sur, el primer día del otoño; y en el hemisferio norte, el primer día de la primavera.[25]
- El 21 de marzo: Día de la independencia de Namibia.
- El 21 de marzo es el Día Mundial de la Poesía.
- El 21 de marzo se celebra el Día Mundial del Síndrome de Down.[26]
- El 21 de marzo es la fecha más temprana para que ocurra el Domingo de Resurrección. Esto ocurrió por última vez en 1818.
- El 22 de marzo se celebra el Día Mundial del Agua.[27]
- El 23 de marzo en Bolivia se celebra el Día del Mar, en recordatorio por la guerra del Pacífico contra Chile.[28]
- El 23 de marzo: Día de la fundación del Reino de Serbia.
- El 24 de marzo se conmemora en el mundo, el Día Internacional del Derecho a la Verdad en relación con Violaciones Graves de los Derechos Humanos y de la Dignidad de las Víctimas, por iniciativa de la ONU para dignificar a las víctimas de hechos históricos y de violaciones a los derechos humanos. Se decide esta fecha en relación con el asesinato del exarzobispo de San Salvador monseñor Oscar Arnulfo Romero y Galdámez mientras celebraba la eucaristía, por un comando de la ultraderecha salvadoreña liderado por el militar Roberto d'Aubuisson el 24 de marzo de 1980, en el marco de la guerra civil de El Salvador.[29]
- El 24 de marzo en Argentina se conmemora el Día Nacional de la Memoria por la Verdad y la Justicia en alusión al golpe de Estado de 1976
- El 25 de marzo: Día de la independencia de Grecia.
- El 26 de marzo: Día de la independencia de Bangladés.
- El 28 de marzo de 1936 nace Mario Vargas Llosa, escritor peruano y premio Nobel de Literatura en 2010.[30]
- El 28 de marzo en Vigo se celebra la fiesta de la Reconquista, que conmemora la expulsión de los franceses de la ciudad en el año 1809.[31]
- Desde el 2007, se celebra cada 31 de marzo el Día del Taco en México.[32]
- El 31 de marzo de 1995 la cantante texana Selena es asesinada por, la presidenta de su club de admiradores, Yolanda Saldívar en Corpus Christi (Texas).[33]
- El 31 de marzo se celebra el Día Internacional de la Visibilidad Trans.

### En América

#### En Estados Unidos de América
- Mes de Concienciación sobre la Parálisis Cerebral[34]
- Mes de la herencia irlandesa-estadounidense
- Fundación para la Esclerosis Múltiple|Mes de la Concienciación sobre la Esclerosis Múltiple
- Mes de la música en nuestras escuelas
- Mes Nacional del Entrenamiento Atlético
- Mes nacional de la concienciación sobre los trastornos hemorrágicos
- Mes nacional del apio
- Mes nacional de los alimentos congelados
- Mes Nacional del Riñón
- Mes Nacional de la Nutrición
- Mes Nacional del Trabajo Social Profesional
- Mes Nacional de la Concienciación sobre la Lectura
- Mes del arte juvenil

## Días ficticios
- 0 de marzo, usado en computación